# Головковка (Кировоградская область)
Головко́вка (укр. Головківка; в прошлом — Бешка) — село в Александрийской городской общине Александрийского района Кировоградской области Украины
Население по переписи 2001 года составляло 2217 человек. Телефонный код — 5235. Код КОАТУУ — 3520382101.